# St. Nikolaus (Rölsdorf)

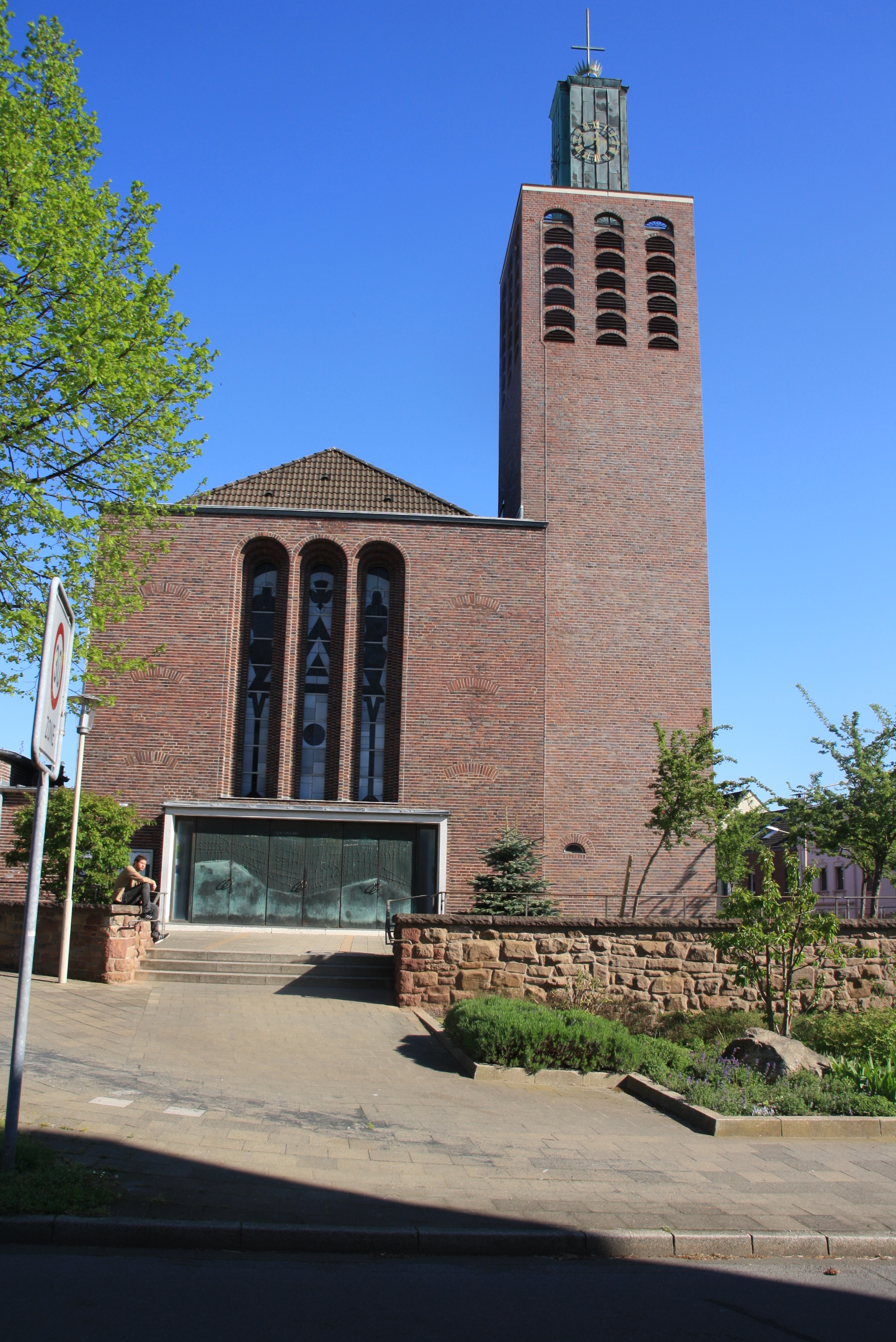
St. Nikolaus in Rölsdorf

St. Nikolaus ist eine römisch-katholische Pfarrkirche im Dürener Stadtteil Rölsdorf im Kreis Düren, Nordrhein-Westfalen. Die Kirche wurde 1929 nach Plänen von Hans Peter Fischer errichtet und ist dem hl. Bischof Nikolaus von Myra als Patron anvertraut.

## Allgemeines
In der Monschauer Straße, etwa in Höhe der heutigen Hausnummern 175, stand früher die 1871 erbaute Kirche (bis 2017 stand dort ein Pfarr- und Jugendheim). Die bisherige Kapelle wurde am 22. November 1866 zur Pfarrkirche erhoben. Um 1870 wurde beschlossen, die baufällige und zu klein gewordene Kapelle durch den Neubau einer Kirche an gleicher Stelle zu ersetzen. Die von Vincenz Statz geplante Kirche wurde am 6. Dezember 1871 eingeweiht und im März 1958 wegen Baufälligkeit abgebrochen. Melchior Pleuß, Besitzer der Pleußmühle, betrieb vom 1. Oktober 1946 bis zum 1. Dezember 1950 in der gepachteten alten Rölsdorfer Kirche eine Hammermühle mit Walzenstuhl. An dieser Stelle wurde 1959/1960 das Pfarr- und Jugendheim erbaut, welches im August 2017 abgerissen wurde.
Da die alte Kirche zu klein war, wurde in den 1920er Jahren mit der Planung der heutigen Kirche durch den Kölner Architekten Hans Peter Fischer begonnen. Am 24. Januar 1929 erfolgte die Grundsteinlegung. Die Einweihung folgte am 3. November 1929. Im Jahre 1952 bekam die Kirche eine Orgel der Firma Josef Weimbs Orgelbau. 1967 wurde der Chorraum nach den Plänen des Dürener Architekten Helmut Lüttgen umgestaltet.
Die einschiffige Backsteinkirche ist in nord-südliche Richtung gebaut. An der Südostecke steht der 30 m hohe viereckige Kirchturm. Das Gebäude hat ein Satteldach, die Seitenschiffe Flachdächer. Im Westen des Gebäudes begleitet die Brigida-Kapelle – Brigida ist die zweite Pfarrpatronin – den Hauptbau, an den im Osten die Sakristei angelehnt ist.
Die Außenwände sind als Mauerwerksbau hergestellt (Fassadenziegelsichtmauerwerk). Die Geschossdecken über den Seitenschiffen, der Sakristei und der Brigidakapelle sind massiv, die Kirchenschiff-Zwischendecke besteht aus einer Holzkonstruktion.
Die Baukosten betrugen insgesamt 140.000 Reichsmark. Das Gotteshaus hat 420 Sitz- und 700 Stehplätze und liegt auf 132 m über NHN.

## Glocken
Das Glockengeläut im Kirchturm aus vier Gussstahlglocken mit den Schlagtönen 0f′ –  a′ – c″ – d″0 wurde 1958 vom Bochumer Verein für Gussstahlfabrikation gegossen. Das Läutemotiv ist das Salve Regina.

## Pfarrer
Folgende Priester wirkten bislang als Pastor an St. Nikolaus:
| von – bis | Name            |
| --------- | --------------- |
| 1928–1930 | Joseph Schmitz  |
| 1930–1938 | Peter Gilson    |
| 1938–1954 | Johann Wessel   |
| 1955–1961 | Leonhard Meurer |
| 1961–1990 | Dieter Wieland  |
| 1990–2003 | Rainer Gattys   |
| Seit 2003 | Hans Tings      |